# Long Island Rough Riders (Frauenfußball)
Die Long Island Rough Riders sind ein US-amerikanisches Frauenfußball-Franchise mit Spielort in Uniondale, New York. Es wurde nahezu zeitgleich mit dem gleichnamigen Männer-Franchise Long Island Rough Riders gegründet.

## Geschichte

### W-League bis 2015
Das Franchise wurde bereits im Jahr 1994 als Long Island Lady Riders gegründet und startete zur Saison 1995 dann auch in den Spielbetrieb der USL W-League ein. Gleich in der ersten Saison erreichte die Mannschaft in ihrer Division den ersten Platz und schaffte nach einem 2:0-Sieg über die Southern California Nitemares im Endspiel der Playoffs auch gleich die erste Meisterschaft. Die nächste Playoff-Teilnahme gelang wieder als erster der Division in der Saison 1997, wo man am Ende nach einem 2:1-Sieg im Elfmeterschießen über die Chicago Cobras, die zweite Meisterschaft der Franchise-Historie einfuhr.
Zwar kam das Team auch noch in den nächsten Spielzeiten teilweise in die Playoffs, scheiterte dort jedoch zumeist in der ersten Runde direkt. In den ganzen Jahren hält sich das Franchise aber zumeist in den ersten drei Plätzen seiner Division auf. Diese Dominanz nahm dann mit einem sechsten Platz nach der Regular Season 2007 aber erstmals einen Knick an, zu diesem Zeitpunkt benannte sich das Franchise zudem auch in Long Island Rough Riders um, was durch den neuen Besitzer Peter Zaratin kam. Dies war aber nur ein Ausrutscher und in den folgenden Jahren gelang auch wieder öfters die Playoff-Teilnahme. Als eines der wenigen Teams, nahm das Franchise an allen zwanzig Spielzeiten der Liga teil und platzierte sich in der letzten Saison 2015 mit 20 Punkten noch einmal auf Platz drei der Northeastern Conference, womit man ein zweites Mal hintereinander die Playoffs verpasste.

### UWS bis 2021
Nach dem Ende der W-League nach der Runde 2015, wechselte das Franchise zur Saison 2016 in die neue United Women’s Soccer-Liga. Hier wurde die Mannschaft in die East Conference eingegliedert und schloss ihre erste Regular Season mit 15 Punkten auf dem dritten Platz ab. Mit einem zweiten Platz und 22 Punkten gelingt dann in der Folgesaison erstmals die Teilnahme an den Playoffs. Gegen den vor ihnen platzierte New Jersey Copa FC gelingt in den Conference Playoffs dann auch ein lockerer 5:1-Sieg. In den National Playoffs, scheiterte man dann jedoch im Semifinale knapp mit 2:3 nach Elfmeterschießen am Grand Rapids FC. Als Nächstes ging es nach einem vierten Platz in der Saison 2019 noch knapp in die Playoffs. Hier war aber schon in den Conference Playoffs, nach einer 0:3-Niederlage gegen New England Mutiny in den Semifinals bereits Schluss. Bislang gelang noch keine weitere Teilnahme an den Playoffs.

### Ab 2020 W-League
Zur Saison 2022 wechselte das Franchise in die wieder erneut gegründete W-League, welche nun als viertklassige Liga gilt.